# Michel Delgiudice
Michel Delgiudice (Nice, 1924 - december 2006) is een Franse componist, dirigent en klarinettist.

## Levensloop
Zijn muziekstudies deed hij aan het Conservatoire National de Région de Nice te Nice in het hoofdvak klarinet en harmonieleer. Verder maakte hij privé-studies aan de César Franck School in Parijs bij Henri Challan en Pierre Lantier. 
Daarna ging hij als klarinettist in een militair muziekkorps. Al spoedig had hij het diploma voor militaire kapelmeester en werd aansluitend voor het muziekkorps in Colomb-Béchar, Algerije, als dirigent van 1959 tot 1962 ingedeeld. Van 1962 tot 1969 was hij dirigent van een militair muziekkorps in Marseille. Aansluitend wachten al twee muziekkorpsen van de Franse troepen in Duitsland op hem: van 1969 tot 1971 was hij dirigent in Berlijn en van 1971 tot 1973 in Konstanz. In 1973 ging hij in pensioen.
Sinds 1976 is hij directeur van de muziekschool van Amboise aan de Loire. Sindsdien is hij ook als freelance componist werkzaam en componeert veel voor harmonieorkesten.

## Composities

### Werken voor harmonie- en fanfareorkesten
- 1996 Armor Valse pour fanfare
- 1996 Jubilation marche solennelle pour fanfare
- 1998 B.F. go! fantaisie pour fanfare
- Marche due Maréchal de Saxe
- Vaillant 46 (met gespongen Refrain "Passant par Paris")
- Modern Suite
- Partita
- Ogives et Vetraux driedelige mis voor harmonieorkest

### Kamermuziek en pedagogische werken
- Abuto voor tuba en piano
- Ali-Baba voor tuba en piano
- Badinage voor saxofoon en piano
- Chanson Exotique voor klarinet en piano
- Complainte et divertissement voor saxofoon en piano
- Dix Petits Textes voor tuba en piano
- Douze Etudes rhythmiques et melodiques voor bastrombone
- Echos des Bois
- Gargantua voor tuba en piano
- Jeune Sax voor altsaxofoon
- Jouer A Deux
- La Baleine Bleue voor tuba en piano
- Lafitan voor fluit en piano
- Les 4 morceaux ensemble voor tuba en piano
  1. L'antre de Polypheme
  2. Danse de l'elephant
  3. Le petit baobab
  4. Le petit mammouth
- L'Enfant a la flûte voor fluit en piano
- Little John voor fluit en piano
- Pastourelle voor klarinet en piano
- Petit Baobab voor tuba en piano
- Puissance 4 voor tuba en piano
- Rondino voor trompet en piano
- Saxboy voor sopraan- of alt- of tenorsax en piano
- Superman voor tuba en piano

- Gemeinsame Normdatei: 129959316X
- International Standard Name Identifier: 0000 0004 4252 5921
- Library of Congress Control Number: n88144474
- Nationale Bibliotheek van Tsjechië: xx0151454
- Virtual International Authority File: 250700854
- WorldCat: E39PBJk963TYTC9M7QpFY789jC